# 996

## Догађаји
- Краљ Отон III почиње своју прву експедицију у Италију из Регензбурга и наставља преко Бренерског пролаза. Вест о Отоновом доласку подстиче Кресценција II (Млађег), патриција (де фацто владара) Рима, да позове папу Јована XV (прогнан у Тоскану) назад у Рим. Отон стиже у Верону, и прима амбасадоре дужда Пјетра II Орсеола од Венеције.
- 21. мај – Краљ Отон III, 16, крунисан је за цара Светог римског царства у базилици Светог Петра, а такође добија и титулу краља Италије. Његова бака, Аделаида, повлачи се у манастир који је основала у Селцу (Алзас). Отон гуши римску побуну; један број племића (укључујући Кресценција II) је прогнан због својих злочина.
- 24. октобар – Краљ Иго I Капет умире у Паризу после деветогодишње владавине и сахрањен је у базилици Сент Дени. Наследио га је његов 24-годишњи син Роберт II (Побожни) на месту краља Француске. Роберт покушава (током своје владавине) да повећа своју моћ, притискајући своје право на феудалне земље које постају празне. То доводи до многих територијалних спорова.
- 1. новембар – Краљ Отон III додељује баварској бискупији Фрајзинг 30 „краљевских кожа“ земље (око 800 хектара, или 2.000 хектара – 800 хектара је 2.000 хектара) у Нојхофену ан дер Ибсу (Доња Аустрија).
- 20. новембар — Ричард I (Неустрашиви), војвода од Нормандије, умире после 55-годишње владавине. Наследио га је његов млади син Ричард II.
- 15. мај – Нова фатимидска морнарица је уништена у пожару, што је резултирало антихришћанским погромима у Каиру.
- 14. октобар – Калиф Ал-Азиз Билах умире у Билбеису у Египту након 21-годишње владавине у којој је проширио свој шиитски калифат на рачун Византинаца, користећи турске плаћенике (Мамелуке). Наследио га је његов 11-годишњи син Ал-Хаким би-Амр Алах као владар Фатимидског калифата (до 1021).
- Побуна у Тиру: Грађани Тира (савремени Либан) устају против Фатимидског калифата. Ал-Хаким би-Амр Алах шаље експедициону војску и морнарицу да блокирају град копном и морем.
- Џамија Ниујие је изграђена у Пекингу за време династије Лиао. Прва џамија изграђена је под надзором муслиманског архитекте Назарудина.
- 1. април – Папа Јован XV умире од грознице после 11-годишње владавине. Сусревши се са римском амбасадом у Равени, Отон поставља свог рођака Бруна од Корушке (унука покојног цара Отона I), који је постаје папа Гргур V. Он постаје 138. папа – и први немачки папа Католичке цркве.

## Смрти
- 24. октобар — Иго Капет, француски краљ (*938.)